# 林嫩貝克河
52°9′14.38″N 8°50′29.77″E / 52.1539944°N 8.8416028°E

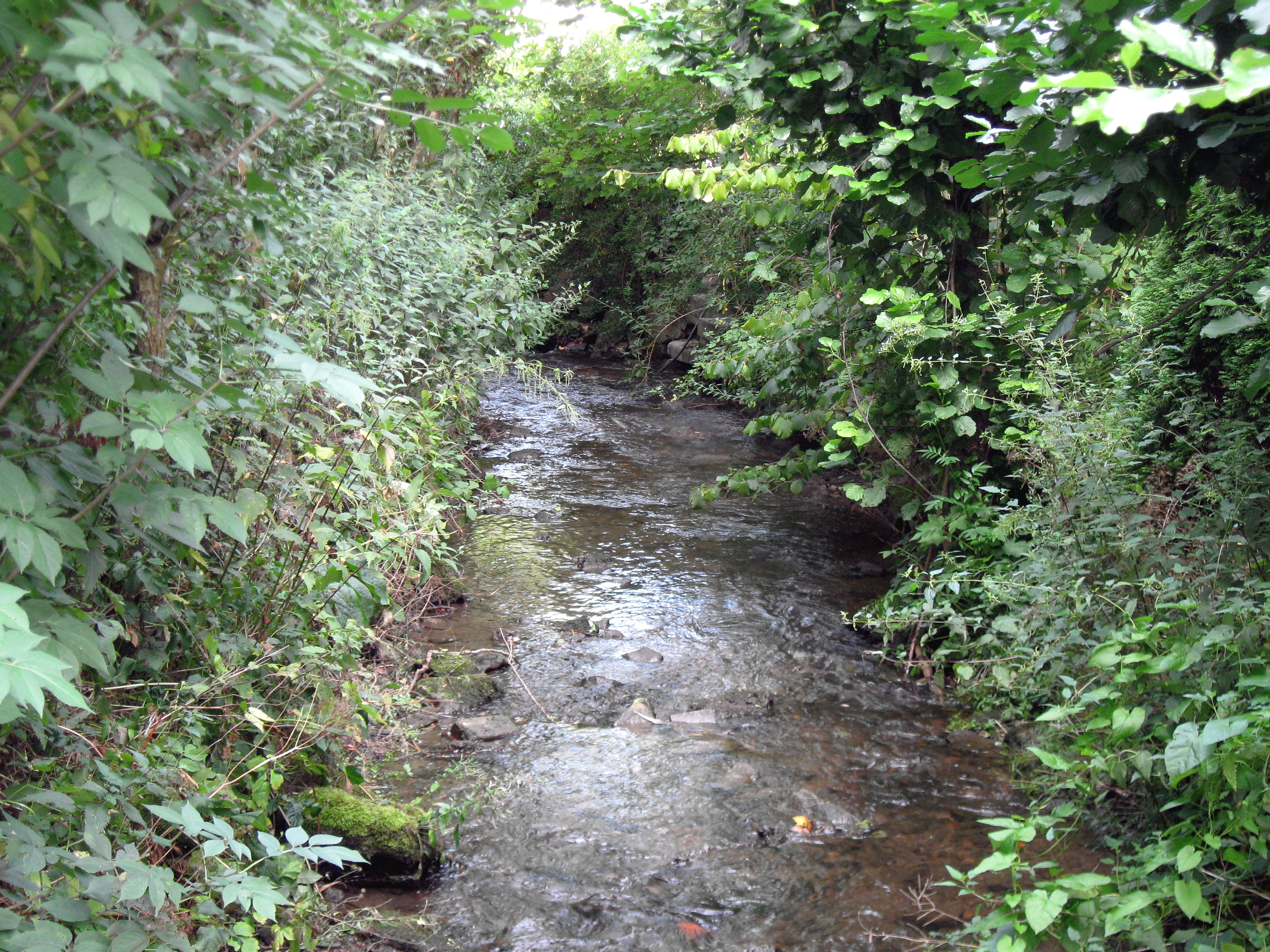

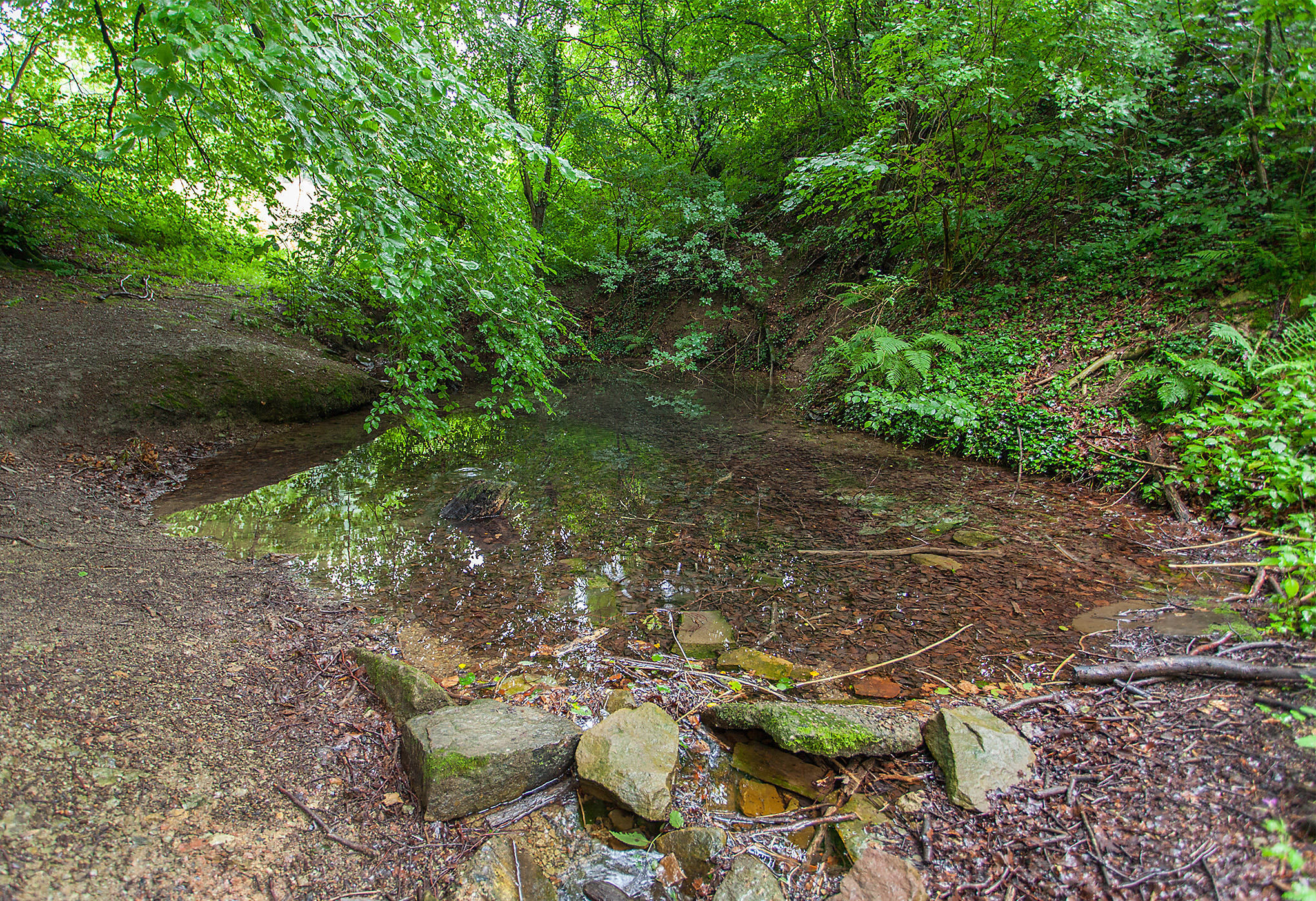

林嫩貝克河（德語：Linnenbeeke），是德國的河流，位於該國西部，處於北萊茵-威斯特法倫州，屬於福雷倫巴赫河的右支流，流經黑爾福德縣，河道全長6.8公里，流域面積13.7平方公里。